# Gaius Asinius Gallus
Gaius Asinius Gallus (* 41 v. Chr.; † 33 n. Chr.) war ein römischer Politiker zur Zeit der Kaiser Augustus und Tiberius.
Gallus war ein Sohn des Senators und Historikers Gaius Asinius Pollio. 23 oder 22 v. Chr. war er Münzmeister (tresvir monetalis). Im Jahr 8 v. Chr. wurde Gallus ordentlicher Konsul. In seinem Konsulat führte er zusammen mit seinem Kollegen Gaius Marcius Censorinus eine Tiberregulierung durch. 6/5 v. Chr. bekleidete er das Amt des Prokonsuls der Provinz Asia; einige Jahre später (um 1 n. Chr.) war er vielleicht Statthalter der Provinz Hispania citerior. Als Augustus 14 n. Chr. starb, war Gallus einer der führenden Senatoren, dem Ambitionen auf die Herrschaft nachgesagt wurden. Beim neuen Kaiser Tiberius war er aber verhasst, weil er 12 v. Chr. dessen frühere Frau Vipsania Agrippina geheiratet hatte. Im Jahre 20 n. Chr. lehnte er es ab, den wegen angeblicher Ermordung des Thronerben Germanicus angeklagten Gnaeus Calpurnius Piso zu verteidigen. Er galt als Anhänger des Prätorianerpräfekten Sejan und wurde wegen angeblichen Verrats im Jahr 30 zum Tode verurteilt, aber nicht hingerichtet, sondern drei Jahre lang bis zu seinem Hungertod gefangen gehalten.
Im Jahr 17 v. Chr. wird Gallus bei den augusteischen Säkularfeiern als einer der Quindecimviri Sacris Faciundis angeführt. 15 n. Chr. beantragte er in dieser Eigenschaft, wegen einer Hochwasserkatastrophe in Rom die Sibyllinischen Bücher zu befragen. Ein Sohn von ihm war der Konsul von 23 n. Chr., Gaius Asinius Pollio.